# Turja
Turja is een plaats in de Estlandse gemeente Saaremaa, provincie Saaremaa. De plaats heeft de status van dorp (Estisch: küla) en telt 65 inwoners (2021).
Tot in oktober 2017 behoorde Turja tot de gemeente Valjala. In die maand werd Valjala bij de fusiegemeente Saaremaa gevoegd.
Turja ligt aan de zuidkust van het eiland Saaremaa. De plaats heeft een haven, die in 2017-2018 is gerenoveerd en in 2018 heropend door president Kersti Kaljulaid.

## Geschiedenis
Turja werd in 1768 afgesplitst van het landgoed van Kangrusselja als ‘semi-landgoed’ (Duits: Beigut, Estisch: poolmõis), een landgoed dat deel uitmaakt van een groter landgoed, in dit geval Kangern (Kangrusselja). In 1794 werd Turja verkocht aan Wexholm (Võhksa), waar het ook een semi-landgoed vormde. Het noordelijk deel van het dorp heet Viira en werd in de 19e eeuw als apart dorp beschouwd.